# 535년

## 연호
- 남량(南梁) 대동(大同) 원년
- 동위(東魏) 천평(天平) 2년
- 서위(西魏) 대통(大統) 원년

## 기년
- 남량(南梁) 무제(武帝) 34년
- 동위(東魏) 효정제(孝靜帝) 2년
- 서위(西魏) 경문제(景文帝) 원년
- 신라(新羅) 법흥왕(法興王) 22년
- 고구려(高句麗) 안원왕(安原王) 5년
- 백제(百濟) 성왕(聖王) 13년

## 사망
- 5월 8일 - 교황 요한 2세, 56대 로마 교황.
- 4월 - 아말라순타, 동고트왕국 2대 국왕 아탈라릭의 어머니이자 섭정